# Brookside Village
Brookside Village ist eine Stadt im Brazoria County im US-Bundesstaat Texas in den Vereinigten Staaten. Das U.S. Census Bureau hat bei der Volkszählung 2020 eine Einwohnerzahl von 1548 ermittelt.

## Geografie
Die Stadt liegt wenige Kilometer südlich von Houston und 45 km nördlich von Angleton, an der Grenze zu Harris County, und hat eine Gesamtfläche von 5,5 km² ohne nennenswerte Wasserfläche.

## Geschichte
Bis zur Aufnahme als Stadt im Jahr 1959 war Brookside Village nur eine lockere Ansammlung von Gebäuden mit einem Eisenbahnanschluss an die Atchison, Topeka and Santa Fe Railway und 1961 war die Einwohnerzahl gerade mal auf 560 gestiegen.

## Demografische Daten
Nach der Volkszählung im Jahr 2000 lebten hier 1.960 Menschen in 655 Haushalten und 535 Familien. Die Bevölkerungsdichte betrug 358,7 Einwohner pro km². Ethnisch betrachtet setzte sich die Bevölkerung zusammen aus 74,03 % weißer Bevölkerung, 3,11 % Afroamerikanern, 0,51 % amerikanischen Ureinwohnern, 0,82 % Asiaten, 0,00 % Bewohnern aus dem pazifischen Inselraum und 20,46 % aus anderen ethnischen Gruppen. Etwa 1,07 % waren gemischter Abstammung und 43,62 % der Bevölkerung waren spanischer oder lateinamerikanischer Abstammung.
Von den 655 Haushalten hatten 32,8 % Kinder unter 18 Jahre, die im Haushalt lebten. 66,9 % davon waren verheiratete, zusammenlebende Paare. 9,6 % waren allein erziehende Mütter und 18,2 % waren keine Familien. 13,6 % aller Haushalte waren Singlehaushalte und in 5,0 % lebten Menschen, die 65 Jahre oder älter waren. Die Durchschnittshaushaltsgröße betrug 2,99 und die durchschnittliche Größe einer Familie belief sich auf 3,22 Personen.
24,9 % der Bevölkerung waren unter 18 Jahre alt, 8,8 % von 18 bis 24, 31,0 % von 25 bis 44, 22,3 % von 45 bis 64, und 13,0 % die 65 Jahre oder älter waren. Das Durchschnittsalter war 37 Jahre. Auf 100 weibliche Personen aller Altersgruppen kamen 117,5 männliche Personen. Auf 100 Frauen im Alter von 18 Jahren und darüber kamen 117,3 Männer.
Das jährliche Durchschnittseinkommen eines Haushalts betrug 44.650 USD, das Durchschnittseinkommen einer Familie 50.625 USD. Männer hatten ein Durchschnittseinkommen von 32.500 USD gegenüber den Frauen mit 27.981 USD. Das Prokopfeinkommen betrug 18.609 USD. 16,1 % der Bevölkerung und 10,1 % der Familien lebten unterhalb der Armutsgrenze. Davon waren 20,2 % Kinder und Jugendliche unter 18 Jahren und 5,6 % waren 65 oder älter.